# HIPO-Diagramm

EVA-Prinzip bei der Umwandlung von Wechsel- in Gleichstrom in einem Netzteil

EVA-Prinzip bei einem Geschäftsprozess (auf hierarchisch hoher Ebene)

Das HIPO-Diagramm (Hierarchy plus Input-Process-Output) ist eine grafische Darstellung von Funktionen, die in einem System ausgeführt werden. Das Diagramm orientiert sich am sogenannten EVA-Prinzip (Eingabe – Verarbeitung – Ausgabe).
HIPO wurde um 1970 als Design-Hilfe und Dokumentationstechnik für Software von IBM entwickelt. Unter der Bezeichnung „DV-Verfahrenstechnik“ wurde sie zu einer umfassenden Methode der Beschreibung von betrieblichen Geschäftsprozessen (incl. Verbindung zur Semantischen Datenmodellierung) ausgebaut.
In einer nicht-technischen, sondern betriebswirtschaftlich orientierten Form beschreibt das HIPO-Diagramm („EVA-Diagramm“) im Rahmen der Geschäftsprozessmodellierung betriebliche Funktionen zur Erzeugung von Daten in der Form „Benötigte Daten“ (E), Verarbeitungsprozesse (V) und „Erzeugte Daten“ (A) auf verschiedenen hierarchischen Ebenen der Verfeinerung („Übersichtsdiagramm“ oder „Detaildiagramm“).
Zur Darstellung unterteilt sich das HIPO-Diagramm in ein Funktionsdiagramm und ein Ebenendiagramm mit Eingabe-Prozess. Die Darstellung wird für jede Funktion mit Hilfe von Übersichtsdiagrammen vorgenommen, mehrere Detaildiagramme werden zur Darstellung von Eingabe-und-Ausgabe-Verflechtungen herangezogen.
Vorteile:
- Mit HIPO lassen sich Vorgaben der Fachabteilungen frei von EDV-Spezifika formulieren
- Mit HIPO lassen sich auch sehr komplexe Abläufe strukturieren.
- HIPO eignet sich für Batch-Abläufe Stapelverarbeitung aber fast noch besser für Abläufe in Videospielen, auch technische Programme (wie Geräte-Treiber) können mit HIPO strukturiert werden.
- Die Strukturierung mit HIPO erlaubt es Programme bis zur Funktionsebene zu strukturieren und die Komplexität eines Programmes direkt aus dem Diagramm vorherzusagen.

Nachteile des HIPO-Diagramms:
- Die Darstellung wird, vor allem bei schrittweiser Verfeinerung, schnell unübersichtlich.
- Datenrückflüsse sind im HIPO-Diagramm nicht darstellbar, HIPO stellt Programmflüsse, nicht Datenflüsse dar